# لوی راندولف
لوی راندولف (انگلیسی: Levi Randolph؛ زادهٔ ۳ اکتبر ۱۹۹۲) بازیکن بسکتبال اهل ایالات متحده آمریکا است.